# Genta Miura
Genta Miura (三浦 弦太?, Miura Genta; Toyohashi, 1º marzo 1995) è un calciatore giapponese, difensore del Gamba Osaka.
Con la nazionale giapponese è stato vicecampione d'Asia nel 2019.

## Caratteristiche tecniche
Difensore dotato di un ottimo tempismo sia in fase difensiva che sui calci piazzati, è un giocatore che può ricoprire il ruolo sia da stopper che da terzino destro.

## Carriera

### Club

#### Shimizu S-Pulse
Con lo Shimizu S-Pulse ha collezionato 16 presenze in prima lega e 29 in seconda.

#### Gamba Osaka
Dopo che si è trasferito col Gamba Osaka, durante i Play-off di Champions League asiatica contro il Johor Darul Ta'zim Football Club (3-0), dove egli debutta con i colori del club d'Osaka, realizza di testa al 70º l'ultima rete della partita, grazie ad un assist di Yasuhito Endō. Nella sfida successiva di Champions League, contro l'Adelaide United Football Club (3-0), sempre di testa e sempre grazie all'assist dell'esperto Endō, Miura causa un autogol della squadra australiana da parte di Dylan McGowan.

### Nazionale
A maggio 2017 a sorpresa viene chiamato in nazionale maggiore da Vahid Halilhodžić. Il 10 dicembre 2019 segna la sua prima rete con la maglia della nazionale nella partita contro la Cina dove il Giappone vince per 2-1.

## Statistiche

### Presenze e reti nei club
Statistiche aggiornate all'8 dicembre 2024.
| Stagione               | Club                   | Campionato             | Campionato | Campionato | Coppe nazionali | Coppe nazionali | Coppe nazionali | Coppe continentali | Coppe continentali | Coppe continentali | Altre coppe | Altre coppe | Altre coppe | Totale | Totale |
| Stagione               | Club                   | Comp                   | Pres       | Reti       | Comp            | Pres            | Reti            | Comp               | Pres               | Reti               | Comp        | Pres        | Reti        | Pres   | Reti   |
| ---------------------- | ---------------------- | ---------------------- | ---------- | ---------- | --------------- | --------------- | --------------- | ------------------ | ------------------ | ------------------ | ----------- | ----------- | ----------- | ------ | ------ |
| 2013                   | Shimizu S-Pulse        | J1                     | 2          | 0          | CG+CdL          | 0+1             | 0               | -                  | -                  | -                  | -           | -           | -           | 3      | 0      |
| 2014                   | Shimizu S-Pulse        | J1                     | 7          | 0          | CG+CdL          | 1+0             | 0               | -                  | -                  | -                  | -           | -           | -           | 8      | 0      |
| mar.-ago. 2014         | J. League U-22         | J3                     | 8          | 1          | -               | -               | -               | -                  | -                  | -                  | -           | -           | -           | 8      | 1      |
| 2015                   | Shimizu S-Pulse        | J1                     | 7          | 0          | CG+CdL          | 0+3             | 0               | -                  | -                  | -                  | -           | -           | -           | 10     | 0      |
| mag.-lug. 2015         | J. League U-22         | J3                     | 3          | 0          | -               | -               | -               | -                  | -                  | -                  | -           | -           | -           | 3      | 0      |
| Totale J. League U-22  | Totale J. League U-22  | Totale J. League U-22  | 11         | 1          |                 | -               | -               |                    | -                  | -                  |             | -           | -           | 11     | 1      |
| 2016                   | Shimizu S-Pulse        | J2                     | 29         | 0          | CG              | 2               | 0               | -                  | -                  | -                  | -           | -           | -           | 31     | 0      |
| Totale Shimizu S-Pulse | Totale Shimizu S-Pulse | Totale Shimizu S-Pulse | 45         | 0          |                 | 7               | 0               |                    | -                  | -                  |             | -           | -           | 52     | 0      |
| 2017                   | Gamba Osaka            | J1                     | 34         | 2          | CG+CdL          | 2+2             | 0               | ACL                | 7                  | 1                  | -           | -           | -           | 45     | 3      |
| 2018                   | Gamba Osaka            | J1                     | 34         | 0          | CG+CdL          | 1+6             | 1+0             | -                  | -                  | -                  | -           | -           | -           | 41     | 1      |
| 2019                   | Gamba Osaka            | J1                     | 31         | 1          | CG+CdL          | 1+9             | 0+2             | -                  | -                  | -                  | -           | -           | -           | 41     | 3      |
| 2020                   | Gamba Osaka            | J1                     | 20         | 2          | CG+CdL          | 2+2             | 0               | -                  | -                  | -                  | -           | -           | -           | 24     | 2      |
| 2020                   | Gamba Osaka U-23       | J3                     | 1          | 0          | -               | -               | -               | -                  | -                  | -                  | -           | -           | -           | 1      | 0      |
| 2021                   | Gamba Osaka            | J1                     | 26         | 0          | CG+CdL          | 1+2             | 0               | ACL                | 5                  | 0                  | SG          | 1           | 0           | 35     | 0      |
| 2022                   | Gamba Osaka            | J1                     | 33         | 0          | CG+CdL          | 2+4             | 0+1             | -                  | -                  | -                  | -           | -           | -           | 39     | 1      |
| 2023                   | Gamba Osaka            | J1                     | 25         | 1          | CG+CdL          | 1+4             | 1+0             | -                  | -                  | -                  | -           | -           | -           | 30     | 2      |
| 2024                   | Gamba Osaka            | J1                     | 9          | 1          | CG+CdL          | 0               | 0               | -                  | -                  | -                  | -           | -           | -           | 9      | 1      |
| Totale Gamba Osaka     | Totale Gamba Osaka     | Totale Gamba Osaka     | 212        | 7          |                 | 39              | 5               |                    | 12                 | 1                  |             | 1           | 0           | 264    | 13     |
| Totale carriera        | Totale carriera        | Totale carriera        | 269        | 8          |                 | 46              | 5               |                    | 12                 | 1                  |             | 1           | 0           | 328    | 14     |

### Cronologia presenze e reti in nazionale
| Cronologia completa delle presenze e delle reti in nazionale ― Giappone | Cronologia completa delle presenze e delle reti in nazionale ― Giappone | Cronologia completa delle presenze e delle reti in nazionale ― Giappone | Cronologia completa delle presenze e delle reti in nazionale ― Giappone | Cronologia completa delle presenze e delle reti in nazionale ― Giappone | Cronologia completa delle presenze e delle reti in nazionale ― Giappone | Cronologia completa delle presenze e delle reti in nazionale ― Giappone | Cronologia completa delle presenze e delle reti in nazionale ― Giappone |
| Data                                                                    | Città                                                                   | In casa                                                                 | Risultato                                                               | Ospiti                                                                  | Competizione                                                            | Reti                                                                    | Note                                                                    |
| ----------------------------------------------------------------------- | ----------------------------------------------------------------------- | ----------------------------------------------------------------------- | ----------------------------------------------------------------------- | ----------------------------------------------------------------------- | ----------------------------------------------------------------------- | ----------------------------------------------------------------------- | ----------------------------------------------------------------------- |
| 12-12-2017                                                              | Chōfu                                                                   | Giappone                                                                | 2 – 1                                                                   | Cina                                                                    | Coppa dell'Asia orientale 2017                                          | -                                                                       |                                                                         |
| 16-12-2017                                                              | Chōfu                                                                   | Giappone                                                                | 1 – 4                                                                   | Corea del Sud                                                           | Coppa dell'Asia orientale 2017                                          | -                                                                       |                                                                         |
| 11-9-2018                                                               | Ōsaka                                                                   | Giappone                                                                | 3 – 0                                                                   | Costa Rica                                                              | Amichevole                                                              | -                                                                       |                                                                         |
| 16-10-2018                                                              | Saitama                                                                 | Giappone                                                                | 4 – 3                                                                   | Uruguay                                                                 | Amichevole                                                              | -                                                                       | 90+1’                                                                   |
| 20-11-2018                                                              | Toyota                                                                  | Giappone                                                                | 4 – 0                                                                   | Kirghizistan                                                            | Amichevole                                                              | -                                                                       |                                                                         |
| 17-1-2019                                                               | al-'Ayn                                                                 | Giappone                                                                | 2 – 1                                                                   | Uzbekistan                                                              | Coppa d'Asia 2019 - 1º turno                                            | -                                                                       |                                                                         |
| 26-3-2019                                                               | Kobe                                                                    | Giappone                                                                | 1 – 0                                                                   | Bolivia                                                                 | Amichevole                                                              | -                                                                       |                                                                         |
| 19-11-2019                                                              | Suita                                                                   | Giappone                                                                | 1 – 4                                                                   | Venezuela                                                               | Amichevole                                                              | -                                                                       | 46’                                                                     |
| 10-12-2019                                                              | Busan                                                                   | Cina                                                                    | 1 – 2                                                                   | Giappone                                                                | Coppa dell'Asia orientale 2019                                          | 1                                                                       | 23’                                                                     |
| 18-12-2019                                                              | Busan                                                                   | Corea del Sud                                                           | 1 – 0                                                                   | Giappone                                                                | Coppa dell'Asia orientale 2019                                          | -                                                                       |                                                                         |
| Totale                                                                  |                                                                         | Presenze                                                                | 10                                                                      |                                                                         | Reti                                                                    | 1                                                                       |                                                                         |